# Tyranneau suiriri
Suiriri suiriri
Espèce
Statut de conservation UICN

 LC  : Préoccupation mineure
Le Tyranneau suiriri (Suiriri suiriri) est une espèce de passereaux de la famille des Tyrannidae,,. Il existe une importante hybridation interspécifique entre Suiriri affinis et Suiriri suiriri.

## Systématique et distribution
Cet oiseau est représenté par trois sous-espèces selon la classification de référence du Congrès ornithologique international (version 9.1, 2019) :
- Suiriri suiriri burmeisteri Kirwan, Steinheimer, Raposo & Zimmer, KJ, 2014 : sud du Suriname, centre du Brésil et nord-ouest de la Bolivie ;
- Suiriri suiriri bahiae (von Berlepsch, 1893) : est du Brésil ;
- Suiriri suiriri suiriri (Vieillot, 1818) : est de la Bolivie, sud-ouest du Brésil, Paraguay, Uruguay et nord de l'Argentine[2],[7].

L'espèce comptait une quatrième sous-espèce, Suiriri suiriri affinis. Elle est considérée comme une espèce à part entière sous le nom de Tyranneau des campos (Suiriri affinis) à la suite des travaux de Kirwan et al. publiés en 2014.